# Klippmålningarna i Mwela
Klippmålningarna i Mwela är ett nationalmonument i Zambia omkring 5 km öster om Kasama.. Klippmålningarna finns på 6 olika platser: Sumina, Mulundi och Changa strax söder om huvudvägen samt Mwela och Muankole norr om denna. Därtill finns ett område kallat Luimbo.. Sammanlagt finns i dessa över 1 000 målningar vilket gör området till ett av de tätaste klippmålningsområdena i Afrika.
Sedan 1964 är klippmålningarna ett av Zambias nationalmonument och är sedan 10 mars 2009 uppsatt på Zambias tentativa världsarvslista.